# الدوري الجنوبي لكرة القدم 1930–31
الدوري الجنوبي لكرة القدم 1930–31 (بالإنجليزية: 1930–31 Southern Football League)‏ هو موسم من الدوري الجنوبي الممتاز، الذي يعد أعلى دوري كرة قدم في جمهورية أيرلندا، فاز فيه نادي دارتفورد.